# Ulysses Filmproduktion
Die Ulysses Filmproduktion GmbH ist eine deutsche, 2004 gegründete, Filmproduktionsfirma mit Sitz in Hamburg. Geschäftsführerin ist Emely Christians. Ulysses Filmproduktion produziert Animationsfilme im Bereich Family Entertainment für den internationalen Kinomarkt.  Das dazugehörige Musiklabel Ulysses Music gibt es seit 2019.

## Produktionen
Animationsfilme
- 2006: Das hässliche Entlein und Ich (The Ugly Duckling)
- 2008: Niko – Ein Rentier hebt ab (Niko & the Way to the Stars)
- 2011: Thor – Ein hammermäßiges Abenteuer (Legends of Valhalla:Thor)
- 2012: Niko 2 – Kleines Rentier, großer Held (Niko 2 - Little Brother, big Trouble)
- 2015: Ooops! Die Arche ist weg… (Ooops! Noah is gone...)
- 2017: Überflieger – Kleine Vögel, großes Geklapper (Richard, the Stork)
- 2017: Luis und die Aliens (Luis and the Aliens)
- 2019: Bayala – das magische Elfenabenteuer (Bayala - A Magical Adventure)
- 2020: Ooops! 2 – Land in Sicht (Ooops! The Adventure Continues)
- 2022: Maurice der Kater (The Amazing Maurice)

Realfime
- 2011: Anne liebt Philipp (Totally True Love)
- 2012: Igor und die Reise der Kraniche (Igor & the Cranes' Journey)

## Auszeichnungen
- 2016: Produzent des Jahres (Cartoon Movie)